# Kinematografia chorwacka
Kinematografia chorwacka – ogół produkcji i dystrybucji na terenie Chorwacji, rozumianej jako: w latach 1895–1918 – terytorium Królestwa Chorwacji, Slawonii i Dalmacji wchodzące w skład Austro-Węgier; w latach 1918–1929 – część Królestwa Serbów, Chorwatów i Słoweńców; w latach 1929–1941 – część Królestwa Jugosławii; w latach 1941–1945 – Niepodległe Państwo Chorwackie, w latach 1945–1991 – jako Socjalistyczna Republika Chorwacji wchodząca w skład Socjalistycznej Federacyjnej Republiki Jugosławii; od 1991 – jako niepodległe państwo w obecnych granicach.
Chorwacka kinematografia do II wojny światowej miała w Europie pozycję marginalną; zarówno w monarchistycznej, jak i w socjalistycznej Jugosławii była podległa strukturom belgradzkim. Jedynym ważniejszym osiągnięciem międzynarodowym kina chorwackiego była działalność zagrzebskiej szkoły animacji, która pod wodzą Dušana Vukoticia zdołała stworzyć szereg filmów uhonorowanych za granicą. Po rozpadzie Jugosławii oraz zniszczeniach wojennych struktury rodzimej kinematografii musiały kształtować się na nowo, a mimo uaktywnienia się nowego pokolenia twórców takich jak Dalibor Matanić oraz Ognjen Sviličić kinematografia w Chorwacji pozostaje w Europie mało znana.

## Kino chorwackie przed uzyskaniem niepodległości

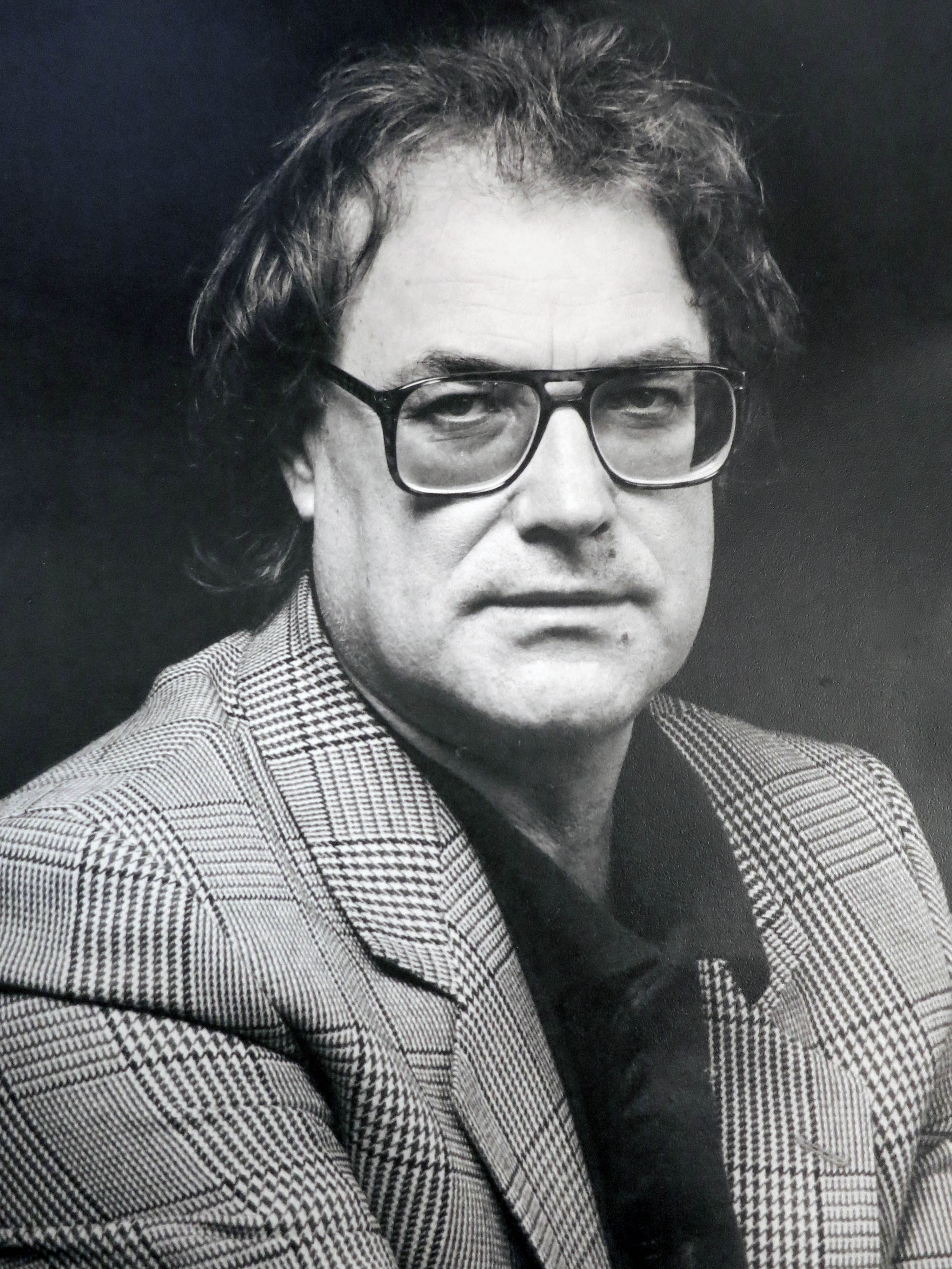
Lordan Zafranović

Wśród pierwszych filmowców działających na ziemiach chorwackich wymienia się dokumentalistę Josipa Karamana, jednak dopiero po I wojnie światowej – gdy Chorwacja weszła w kształt federacyjnego Królestwa Serbów, Chorwatów i Słoweńców – ważnym ośrodkiem filmowym na Bałkanach stał się chorwacki Zagrzeb. To właśnie w Zagrzebie powstała wytwórnia Strozzi Film (założona przez Tita Strozziego), która stworzyła pierwszy jugosłowiański film artystyczny Pałace w samotności (1925). Mimo sukcesu artystycznego nie cieszył się on jednak popularnością wśród widzów, a brak wsparcia ze strony państwa oraz wysokie podatki nakładane przez kiniarzy powodowały, że bardziej opłacalna stała się dystrybucja tanich filmów sprowadzanych z Zachodu. Sytuacji nie poprawiła zalążkowa instytucjonalizacja kinematografii w Jugosławii na przełomie lat 20. i 30. XX wieku.
Poprawa stanu chorwackiej kinematografii nastąpiła po II wojnie światowej, kiedy w socjalistycznej już Jugosławii została założona zagrzebska wytwórnia Jadran Film. Choć chorwacka produkcja filmowa początkowo ściśle podlegała administracji w Belgradzie, stopniowo ulegała emancypacji. W latach 50. XX wieku najważniejszym chorwackim filmowcem stał się Branko Bauer, reżyser między innymi filmu wojennego Nie odwracaj się, synu (1956) oraz społecznego Twarzą w twarz (1962), poświęconego problemowi samozarządzania w państwowych firmach. Nowofalowe prądy w kinie chorwackim reprezentowali natomiast Vatroslav Mimica, realizator pierwszego pełnometrażowego chorwackiego horroru Zdarzenie (1969); Ante Babaja, odpowiedzialny za reżyserię Mirry, kadzidła i złota (1971) o komuniście pozbawionym złudzeń co do swej ideologii; a także Krsto Papić, autor między innymi satyry na degrengoladę prowincji Przedstawienie Hamleta we wsi Głucha Dolna (1974). 
Największy prestiż kinematografii chorwackiej przyniosła wszak działalność Dušana Vukoticia, który założył w 1953 roku wytwórnię Zagreb Film, dającą początek zagrzebskiej szkole animacji. Owa formacja artystyczna zasłynęła takimi filmami, jak Premiera (1957) Nikoli Kostelaca, kubistyczny Don Kichot (1961) Vlada Krista, Być może Diogenes (1967) Nedeljka Dragicia oraz Mucha (1968) Vladimira Jutrisy i Aleksandra Marksa, jednak jej najbardziej prestiżowym sukcesem był Oscar za najlepszy krótkometrażowy film animowany, przyznany utworowi Erzac (1961) Vukoticia.
Wielki sukces zarówno artystyczny, jak i frekwencyjny, stał się udziałem komedii muzycznej Kto śpiewa – nie grzeszy (1970) w reżyserii Krešo Golika. Ten nostalgiczno-ironiczny portret zagrzebskiej burżuazji lat 30. spodobał się tak bardzo, że jeszcze w 1999 roku w ankiecie wśród miejscowych krytyków uznawany był niezmiennie za najwybitniejszy film w historii chorwackiej kinematografii.
Nowe otwarcie w rozwoju kina chorwackiego przyniósł wykształcony w Pradze Lordan Zafranović. Film tego ostatniego, Okupacja w 26 obrazach (1978), przedstawiał w sposób bezpardonowy okrucieństwa II wojny światowej, ale też ukazywał ponadnarodową przyjaźń Chorwata, Włocha i Żyda, która odnawia się po wydarzeniach wojennych. Zafranović dopełnił swoją trylogię wojenną dziełami Upadek Italii (1981) i Wieczorne dzwony (1986).

## Kino chorwackie po rozpadzie Jugosławii

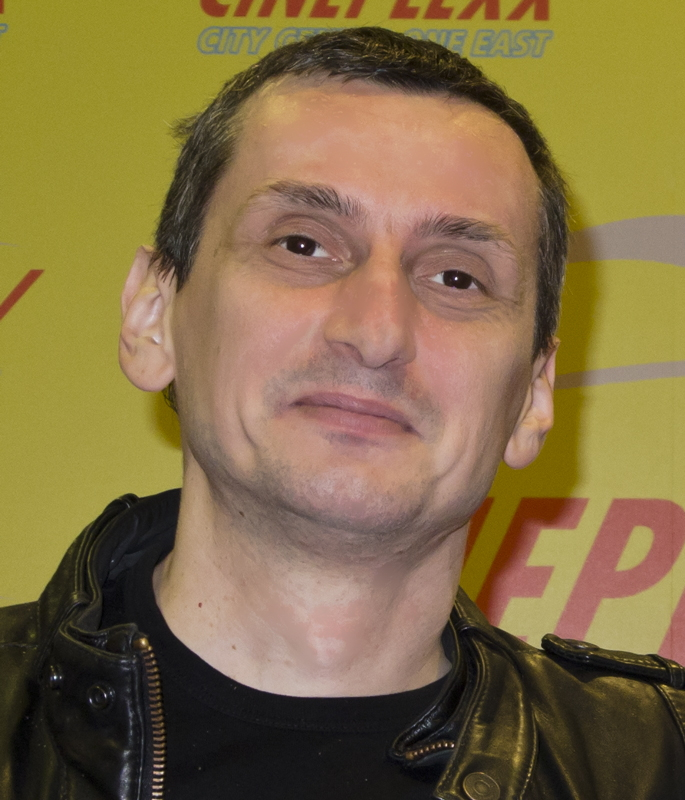
Ognjen Sviličić

Rozpad Jugosławii po ogłoszeniu niepodległości przez Chorwację w 1991 roku oraz zniszczenia wojenne, wespół z prywatyzacją mienia państwowego oraz dyktatorskimi zapędami władz niepodległego państwa, spowodowały zahamowanie produkcji filmowej na terenie Chorwacji. Dopiero na początku XXI wieku, w wyniku liberalizacji państwa, pojawiły się bardziej przyjazne warunki do tworzenia filmów rozrachunkowych; w 2007 roku powstał Chorwacki Instytut Audiowizualny, utworzony na mocy ustawy o kinematografii z tego samego roku. Na przełomie XX i XXI wieku wyłoniło się nowe pokolenie twórców, wśród których znajdowali się Vinko Brešan, Goran Dević, Zvonimir Jurić, Dalibor Matanić, Ognjen Sviličić czy Ivan Salaj. Ich filmy jednak zostały zmarginalizowane przez zachodnią widownię i nie miały szans na sukces międzynarodowy. 
Matanić w filmach Miłe martwe dziewczyny (2002) oraz Kino Lika (2008) portretował jednostki wprzęgnięte w procesy historyczne. Bohaterkami Miłych martwych dziewczyn są lesbijki, które swoją inność przypłacają śmiercią z rąk homofobicznych sąsiadów. Tymczasem Kino Lika porusza kwestię konfliktu między mieszkańcami wsi chorwackiej, który przypada na moment referendum na rzecz włączenia Chorwacji do Unii Europejskiej. 
Mniej ponury aniżeli filmy Matanicia był utwór Sviličicia pod tytułem Przepraszam za kung-fu (2004), pełna subtelnego humoru opowieść o konserwatywnej rodzinie, która na wieść o przybyciu z emigracji swej córki (bez męża, za to w zaawansowanej ciąży) stara się jak najszybciej znaleźć kandydata na męża. Armin (2007) tego samego reżysera obrazuje konflikt między konserwatywnym synem a euroentuzjastycznym ojcem, który nakłania tego pierwszego na przesłuchanie do niemieckiej koprodukcji filmowej. 
Chorwacka kinematografia pozostaje jednak na marginesie bałkańskiej twórczości filmowej, co potwierdza stwierdzenie Justyny Marii Gluby, iż: „25 lat po uzyskaniu niepodległości [2016] Chorwacja nadal nie odgrywa znaczącej roli na filmowych salonach, jednak od kilku lat jest coraz bardziej zauważalna choćby na międzynarodowych festiwalach. Wydaje się jednak, że obciążenie, które towarzyszy Chorwatom, a które związane jest z pokłosiem wojny domowej, jeszcze długo będzie widoczne na ekranach”.